# Museo Arqueológico de Antigua Feneo
El Museo Arqueológico de Antigua Feneo es un museo que está en Antigua Feneo (antes llamada Kalyvia), una población de la unidad periférica de Corintia, en Grecia.
El museo contiene objetos procedentes de excavaciones de la antigua ciudad de Feneo, que en la Antigüedad era parte de Arcadia. 
Entre las piezas expuestas se hallan esculturas, vasijas y mosaicos. Es destacable una estatua de Higía, la diosa de la salud, obra del escultor ateniense Atalo.